# Château de Septfontaines (Luxembourg)
Pour les articles homonymes, voir château de Septfontaines.
Le château de Septfontaines, situé au cœur de la ville de Luxembourg, est l'ancienne résidence seigneuriale des frères Boch érigée au XVIIIe siècle. Elle faisait partie du site de la manufacture de porcelaine Villeroy & Boch.

## Historique
Au début de l'année 2021, le château qui est toujours la propriété de la faïencerie Villeroy & Boch est prévu à la location pour la première école supérieure de commerce du Luxembourg, la Luxembourg School of Business (LSB).